# Gampriner Seelein
Das Gampriner Seelein (auch Gampriner See, im Dialekt Gampriner Seele) ist der einzig natürlich entstandene See in Liechtenstein und wurde durch eine Überschwemmung des Rheins 1927 mit gewaltiger Erosion geschaffen. Er befindet sich auf 435 m ü. M. beim Ort Gamprin.

## Naturschutzgebiet
Das Gampriner Seelein ist von einem Auenwald aus Schilf, Hecken und Bäumen umgeben. Das Kleinod wurde von der Regierung 1961 unter Naturschutz gestellt. Nach Entsorgung des Unrates stabilisierte sich die Gewässergüteklasse auf Stufe II. Mittels Rohrleitung vom Oberaukanal (Liechtensteiner Binnenkanal) wird seit 1979 Frischwasser in den See geleitet und im Folgejahr wurden ca. 1000 Edelkrebse ausgesetzt. Für ausreichende Sauerstoffzufuhr ist gesorgt.

## Flora und Fauna

### Pflanzenarten im See
Es gibt einige Wasserpflanzen-Arten im See (zufällige Auswahl):
- Gewöhnlicher Tannenwedel (Hippuris vulgaris)
- Dreifurchige Wasserlinse (Lemna trisulca)

### Tierarten am/im See
- Rotauge, Rotfeder, Edelkrebs
- Laube, Brachse, Hecht
- Zwergtaucher, Teichhuhn, Stockente, Blässhuhn, Schwan